# Marie Beatrice d'Este
Marie Beatrice d'Este, také Marie Beatrice z Modeny, anglicky Mary of Modena (5. října 1658 – 7. května 1718), byla jako manželka anglického krále Jakuba II. Stuarta anglickou královnou.

## Životopis

### Původ, mládí
Narodila se v Modeně jako dcera modenského vévody Alfonsa IV. d'Este a jeho manželky Laury Martinozzi (neteř kardinála Mazarina) a byla pokřtěna jako Maria Beatrice Eleonora Anna Margherita Isabella. Byla vychována v katolické víře a měla se stát abatyší v klášteře založeném její matkou.

### Manželství
Byla však ve svých 14 letech zasnoubena s ovdovělým Jakubem Stuartem, vévodou z Yorku a nástupcem trůnu Anglie a Skotska. Sám francouzský král Ludvík XIV. vybral pro svého ke katolictví konvertovaného bratrance vhodnou neochvějně katolickou nevěstu. Svatba v zastoupení se uskutečnila v Modeně 30. září roku 1673, formální sňatek za účasti obou se konal v přístavním městě Doveru v hrabství Kent 21. listopadu téhož roku.
Manželství mělo vážné dynastické i politické aspekty a konsekvence. Z předchozího manželství s Annou Hydovou měl Jakub dvě dcery, Marii a Annu, obě horlivé protestantky, ač sám Jakub vyznával katolickou víru. Pokud by se Jakub z druhého manželství dočkal syna, byl by ten měl v následnictví trůnu před nimi přednost a stal by se králem, a to králem katolickým, a mohl tak navrátit do protestantské Anglie katolictví.
Marie byla krásná a okouzlující žena; manžel ji miloval a její švagr Karel II., proslulý ctitel a svůdník žen, se jí dvořil. Angličané ji však pro její hlubokou a neochvějnou katolickou víru nenáviděli. Objevily se pomluvy, že Marie je agentka papeže Klementa X.; v roce 1678 se rozpoutala „papežská aféra“ a Marie a Jakub tajně odjeli za hranice. V roce 1674 se jim narodilo toužebně očekávané dítě, bylo však mrtvé. Marie pak ještě čtyřikrát potratila (1675, 1681, 1683 a 1684); další čtyři děti, které se narodily živé, zemřely v útlém věku.

### Anglická královna

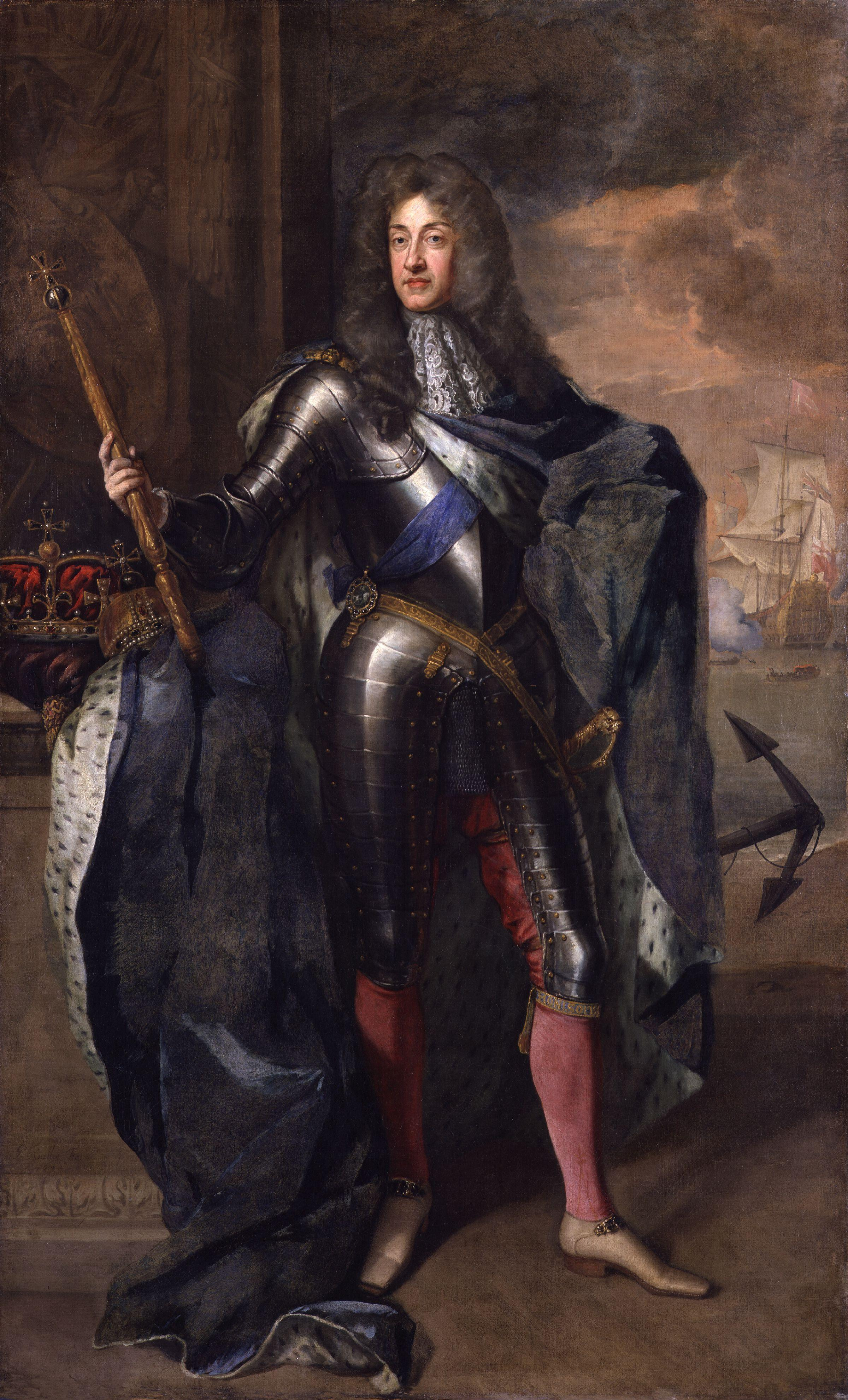
Jakub II. Stuart

V roce 1685, po smrti svého staršího bezdětného bratra Karla II., Mariin manžel vstoupil na anglický trůn jako Jakub II. Vyvstala otázka, zda Marie je vůbec schopna porodit následníka trůnu. Když se v roce 1688 narodil syn Jakub František, vynořily se různé spekulace, že se i toto dítě narodilo mrtvé a údajně bylo vyměněno. Král Jakub svolal mimořádné zasedání své rady, která vynesla soud, že malý princ z Walesu je jeho a Mariin syn. O několik měsíců později vypukla revoluce Whigů, tzv. Slavná revoluce. 10. prosince roku 1688 Marie se synkem uprchli do Francie, Jakub dorazil ke své rodině do Francie o něco později, a to 23. prosince. Nejstarší Jakubova dcera Marie a její manžel, nizozemský místodržící Vilém III. Oranžský byli Whigy povzneseni na anglický trůn.

### Léta vyhnanství ve Francii

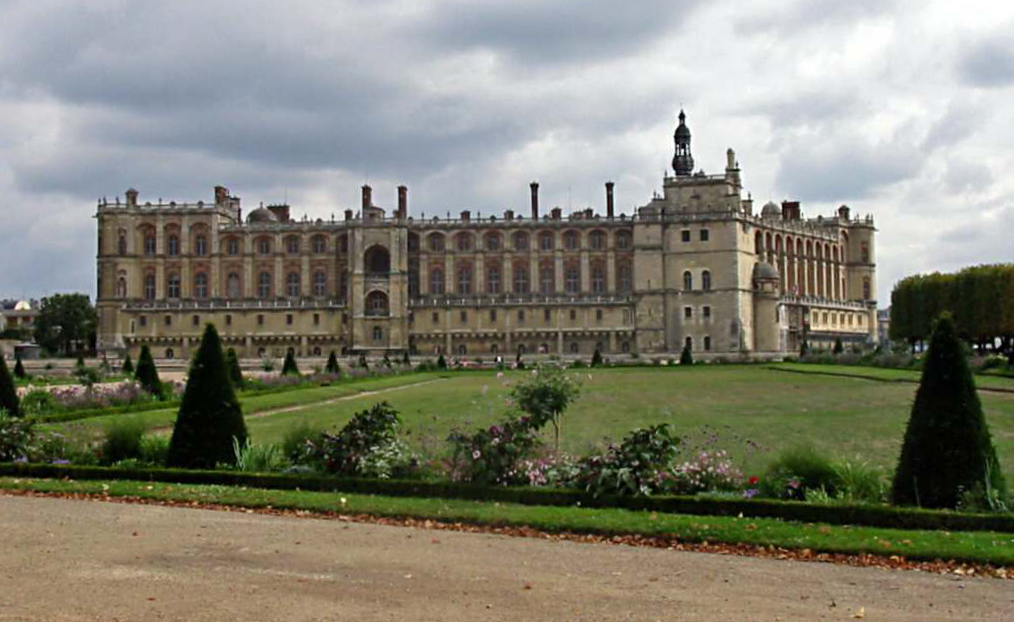
Zámek Saint-Germain-en-Laye, kde Marie ve Francii žila

V exilu pobývali Marie a její syn jako hosté Ludvíka XIV. na zámku v Saint-Germain-en-Laye. Marie byla oblíbenkyní Ludvíka XIV. a jeho druhé manželky markýzy de Maintenon. 28. června 1692 porodila ještě jedno dítě – dceru Luisu Marii; dívka však 20. dubna roku 1712 zemřela na neštovice (v té době na tuto prudce nakažlivou chorobu s vysokou úmrtností zemřeli i tři členové rodiny Ludvíka XIV.).
Jakub zemřel 6. září roku 1701, v březnu téhož roku prodělal silnou mozkovou mrtvici během poslouchání mše v Saint-Germain-en-Laye. Na radu hlavního králova lékaře Fagona se odjel léčit do lázní Bourbon-l'Archambault. Marie ve Francii podporovala utečence z Anglie. Na její prosbu Ludvík XIV. prohlásil jejich syna Jakuba Františka králem Anglie a Skotska, což bylo jednou z příčin účasti Anglie ve válce o španělské dědictví).
Marie zemřela 7. května roku 1718 v Saint-Germain-en-Laye na rakovinu prsu. Její hrob v opatství Chaillot byl zničen v době Velké francouzské revoluce. Její syn Jakub František se během svého života opakovaně pokoušel získat zpět trůn, o který roku 1688 přišel jeho otec, všechny tyto pokusy ale skončily neúspěchem.

## Děti

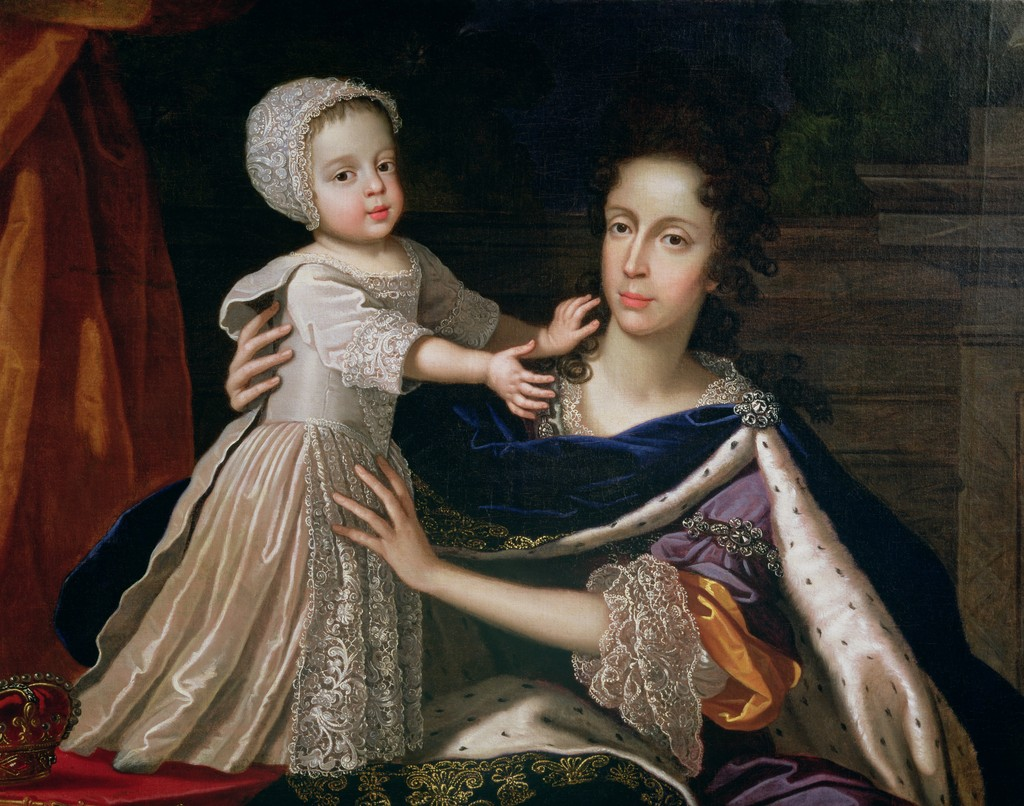
Marie z Modeny se synem Jakubem Františkem

- Kateřina Laura (10. ledna 1675 – 3. října 1676), zemřela na tremor
- Isabel (28. srpna 1676 – 2. března 1681)
- Karel (*/† 1677)
- Alžběta (*/† 1678)
- Charlotta Marie (*/† 1682)
- Jakub František (10. června 1688 – 1. ledna 1766), princ z Walesu, jakobitský pretendent anglického a skotského trůnu, ⚭ 1719 Marie Klementina Sobieska (18. července 1702 – 18. ledna 1735)
- Luisa Marie Teresa (28. června 1692 – 20. dubna 1712), zemřela na neštovice, svobodná a bezdětná